# Celon RFITT
De Celon RFITT-methode (Radio Frequency Induced Thermo Therapy) is een medische "minimaal invasieve" techniek voor onder andere de behandeling van hypertrofische neusschelpen en spataderen in de benen.
Bij deze endoveneuze techniek wordt door middel van een katheter het aangedane bloedvat van binnenuit behandeld door de afgifte van radiofrequente golven. Hierdoor warmt de binnenkant van het bloedvat op en verkleven de bloedvatwanden aan elkaar waardoor het vat gedicht is.
De katheter wordt via een klein sneetje door de huid ingebracht in het bloedvat en zo opgevoerd. Daarna wordt de katheter telkens een stukje teruggetrokken, waarna het achterliggende vat wordt gesloten. De ingreep vindt gewoonlijk plaats op de polikliniek onder lokale verdoving. De behandeling is minder belastend dan de traditionele manier van behandelen van spataders, het zogenaamde "strippen". Bij deze techniek wordt het aangedane bloedvat geheel chirurgisch verwijderd.

## Ervaring in Nederland
- Atrium Medisch Centrum te Heerlen
- Antoniusziekenhuis te Nieuwegein
- Deventer Ziekenhuis te Deventer
- Elkerliek Ziekenhuis te Helmond
- Ikazia Ziekenhuis te Rotterdam
- Isala te Zwolle
- Mauritskliniek te Den Haag
- Spaarne Ziekenhuis te Hoofddorp